# Anthogorgia glomerata
Anthogorgia glomerata är en korallart som beskrevs av Thomson och Simpson 1909. Anthogorgia glomerata ingår i släktet Anthogorgia och familjen Acanthogorgiidae. Inga underarter finns listade i Catalogue of Life.